# Arrindż
Arrindż – wieś w Armenii, w prowincji Kotajk. W 2011 roku liczyła 6220 mieszkańców.